# Progetto Gutenberg
Il Progetto Gutenberg (in inglese Project Gutenberg, noto anche con l'acronimo PG) è un'iniziativa avviata dall'informatico Michael Hart nel 1971 con l'obiettivo di costituire una biblioteca di versioni elettroniche liberamente riproducibili di libri stampati, oggi chiamati e-book. Il progetto Gutenberg è la più antica iniziativa del settore. I testi disponibili in questa biblioteca libera sono per la maggior parte di pubblico dominio, o in quanto mai coperti da diritto d'autore o da copyright, o in quanto decaduti questi vincoli secondo il diritto statunitense (ossia 95 anni dopo la pubblicazione). Sono disponibili anche alcuni testi coperti da copyright ma che hanno ottenuto dagli autori il permesso alla nuova forma di pubblicazione. Il progetto prende il nome dal pioniere tedesco della stampa a caratteri mobili del XV secolo Johannes Gutenberg. Negli ultimi anni il Progetto ha potuto avvalersi di Internet e continua a crescere, nel marzo 2020 vantava nella propria collezione oltre 60 000 e-book, contro i 40 000 del 2012.
Il progetto Gutenberg è disponibile solo parzialmente in Germania e non più disponibile in Italia dal 2020.  

## Caratteristiche

Michael Hart e Gregory Newby, del Progetto Gutenberg, 2006

Il Progetto Gutenberg si concentra principalmente sulle opere letterarie storicamente più significative e importanti e su opere di riferimento. Lo slogan del progetto è "rompere le barriere dell'ignoranza e dell'analfabetismo"; la sua scelta vuole manifestare che il progetto spera di continuare l'opera di diffusione pubblica dell'alfabetizzazione e dell'apprezzamento dell'eredità letteraria che le biblioteche pubbliche hanno svolto nella prima parte del XX secolo e svolgono ancora oggi. Quando risulta possibile, i testi sono resi disponibili da Gutenberg nel formato testuale plain (non formattato) ASCII. Sono resi disponibili anche testi in altri formati, quando sono proposti dai volontari.
Da anni si discute se usare qualche genere di linguaggio XML, ma in questa direzione i progressi sono lenti. I formati proprietari che non sono agevolmente editabili, come PDF, in generale non sono giudicati in piena sintonia con gli scopi del Progetto Gutenberg, anche se alcuni di questi file sono stati inseriti nella collezione.
La maggior parte dei testi rilasciati dal Progetto Gutenberg sono in lingua inglese, ma ora sottocollezioni significative riguardano il tedesco, il francese, l'italiano, lo spagnolo, l'olandese, il finlandese e il cinese; pochi altri riguardano altre lingue.
Tutti i testi del Progetto Gutenberg possono essere ottenuti e ridistribuiti gratuitamente: l'unica restrizione è che il testo rimanga inalterato e che comprenda l'intestazione del Progetto Gutenberg; quando viene ridistribuito un testo modificato non deve essere etichettato come testo Gutenberg.
Il progetto è tuttora attivo e il lavoro di pubblicazione è quasi interamente svolto da volontari. Chiunque può diventare proofreader apponendo la sua firma al sito di Distributed Proofreaders; l'attività volontaria si esplica esaminando una pagina per volta.

## Storia

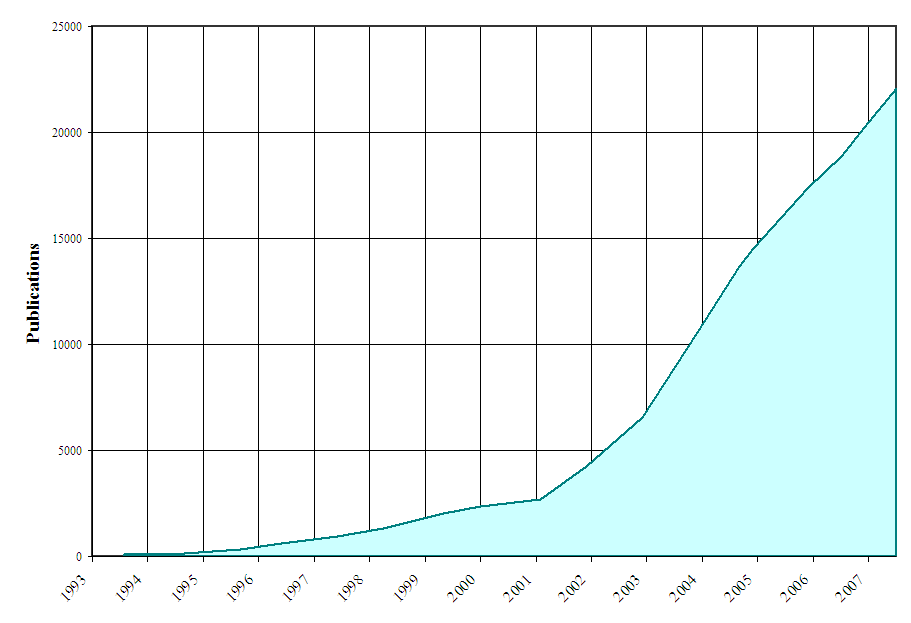
Andamento del progetto

Nel 1971 Michael Hart frequentava l'Università dell'Illinois. Hart ebbe accesso a un mainframe Xerox Sigma V, nel laboratorio di Ricerca dei Materiali, grazie alla sua amicizia con alcuni operatori. Gli fu assegnata un'utenza con tempo di utilizzo della CPU virtualmente illimitato; da questa utenza, è stato stimato, fu sfruttata potenza di calcolo per un valore variabile tra i 100 000 e i 100 000 000 di euro. Hart non sarebbe mai stato in grado di utilizzare così tanta potenza di calcolo, per cui volle "sdebitarsi" per questo regalo, e pensò a qualcosa che potesse valere altrettanto.
Il caso volle che quel particolare computer fosse uno dei 15 nodi della rete che in seguito divenne Internet. Hart credeva che i computer un giorno sarebbero diventati accessibili al grande pubblico e decise di rendere disponibili delle opere di letteratura in forma elettronica. In quel momento aveva una copia della Dichiarazione di indipendenza degli Stati Uniti nello zainetto, che diventò il primo libro elettronico del Progetto Gutenberg.
Quando l'Università dell'Illinois smise di ospitare il progetto Gutenberg, verso la metà degli anni novanta, Hart lo trasferì al Benedectine College dell'Illinois. Più tardi ottenne un accordo simile con la Carnegie Mellon University, che accettò di gestire gli aspetti finanziari del progetto. Bisognerà aspettare fino al 2000 perché il Progetto Gutenberg diventi un'entità organizzata e legalmente riconosciuta e oggi è un'organizzazione senza scopo di lucro, registrata nello Stato del Mississippi, con un accordo con il fisco statunitense per rendere deducibili donazioni a esso indirizzate. Dagli inizi del Progetto i tempi richiesti per digitalizzare un libro si sono ridotti vistosamente. In genere i libri non sono dattiloscritti, ma piuttosto sono convertiti in forma digitale con l'aiuto di software per il riconoscimento ottico dei caratteri, OCR. Anche con questi progressi tuttavia i testi ottenuti devono essere ancora sottoposti ad attente revisioni e riedizioni prima di poter essere inseriti nella collezione.
Pietro Di Miceli, un volontario italiano, ha sviluppato e gestito il primo sito web del progetto e ha avviato lo sviluppo del catalogo in-line dei testi. Nei dieci anni di gestione (1994-2004) il sito ha vinto numerosi premi che hanno contribuito a incrementarne la popolarità.
Il sito del Project Gutenberg è stato reso non accessibile in Germania da marzo 2020 ad ottobre 2021, dato che la casa editrice Fisher ha rilevato che le opere di Heinrich Mann, Thomas Mann e Alfred Döblin, incluse nel catalogo del Progetto, sono ancora protette dalla legge europea sul diritto d'autore, pur essendo nel pubblico dominio negli Stati Uniti. Un analogo provvedimento è stato applicato in Italia a partire dall'11 maggio del 2020, a seguito di una denuncia di Fieg e Agcom; da allora il sito è rimasto oscurato per gli utenti di alcuni ISP italiani, malgrado le opere in italiano presenti nel sito effettivamente sottoposte a diritto d'autore fossero un numero estremamente ridotto (solo 29 secondo la rivista Wired). L'oscuramento non selettivo ma totale del sito in Italia è stato ampiamente criticato da numerose associazioni e in particolare dall'Osservatorio sulla censura dell'AIB (Associazione Italiana Biblioteche).
Nell'ottobre 2021 le autorità tedesche ed il Project Gutenberg Literary Archive Foundation hanno raggiunto un accordo per ripristinare l'accesso parziale al sito.

## Progetti ispirati dal Progetto Gutenberg

### Letteratura
Project Gutenberg of Australia è un progetto fratello ufficiale di PG. Mentre il sito Gutenberg primario fa riferimento alla legge statunitense sul copyright e specialmente al Sonny Bono Copyright Term Extension Act che in alcuni casi ha esteso retroattivamente la durata del copyright a 95 anni, PG Australia produce e-testi in accordo con la legge australiana sul copyright, che differisce dalla legge statunitense nella definizione delle opere che rientrano nel pubblico dominio. Quindi il PG Australia è in grado di produrre e rendere disponibili e-testi che sarebbero illegali per il Progetto Gutenberg negli USA, mentre alcuni testi che rientrano nel PG USA non possono essere accolti nel PG australiano.  PG Australia inoltre si focalizza sulla digitazione di materiale australiano. Tuttavia in seguito ai negoziati per un rinnovato accordo di libero commercio fra USA e Australia, la disponibilità dei testi di dominio pubblico solo per PG Australia non potrà continuare, a causa delle modifiche sul copyright incluse nell'accordo.
PG-EU è un nuovo progetto fratello che opera nel rispetto della legge sul copyright dell'Unione europea. Uno dei suoi obiettivi è la inclusione nel progetto del maggior numero possibile di lingue. Esso si basa su Unicode per assicurare che tutti gli alfabeti possano essere rappresentati facilmente e correttamente.
Aozora Bunko è un progetto simile avviato nel Giappone; esso si propone di digitalizzare testi non coperti dal copyright secondo la legge giapponese sul copyright e di distribuirli gratuitamente. La gran parte dei testi resi disponibili fa parte della letteratura giapponese o è una traduzione di opere della letteratura inglese.
Project Runeberg è un progetto simile per i testi nei linguaggi nordici cominciato nel 1992.
Project Ben-Yehuda porta su Internet testi ebraici di dominio pubblico, è stato ispirato dal Progetto Gutenberg ed è cominciato nel 1999. Un progetto del National Yiddish Book Center di Amherst (Massachusetts) sta cercando di produrre versioni digitali dell'intera collezione dei libri Yiddish.
Nel 2000 Charles Franks ha fondato Distributed Proofreaders, organismo che opera per consentire la correzione di bozze dei testi scannerizzati come attività distribuita tra molti volontari tramite Internet. Per rendere questo possibile, i volontari scannerizzano i libri e applicano loro procedure di OCR, riconoscimento ottico dei caratteri; quindi collocano i loro risultati su un sito Web perché altri volontari correttori di bozze li controllino. Ogni libro passa attraverso due attività di correzione.  Con migliaia di volontari, ciascuno dei quali può operare sopra poche o molte pagine, un libro di mole ragionevole può essere controllato in alcune ore. Altri volontari post-processano i libri e li pubblicano sul sito del Progetto Gutenberg. Dal 2011 è attivo il portale dei proofreaders italiani, denominato DP-IT.
Il Million Book Project ha come fine la digitalizzazione di un milione di libri di pubblico dominio entro il 2005. Per riuscire a elaborare un così grande insieme di libri in un così breve lasso di tempo, esso in generale evita il lungo processo di trascrizione e registra i libri come file immagine compressi.
Wikisource è il progetto Wikimedia che si occupa della digitalizzazione e la trascrizione di documenti, testi e libri di pubblico dominio.
Nacque nel 2003 con il nome di Project Sourceberg, proprio in analogia con il Progetto Gutenberg. Conta quasi 100 000 testi nelle varie lingue.

### Musica
Un sottoprogetto del Progetto Gutenberg lavora per la digitalizzazione degli spartiti musicali.
Il Mutopia project cerca di fare per la musica quello che il Progetto Gutenberg fa per le opere letterarie.

### Progetti collegati
In Italia un'iniziativa similare è portata avanti dall'associazione Liber Liber con il Progetto Manuzio (dedicato al tipografo ed editore Aldo Manuzio).